# Orchipedum
Orchipedum es un género de orquídeas perteneciente a la subfamilia Orchidoideae. Tiene tres especies. Se encuentra en Asia desde Vietnam hasta Malasia.

## Especies
- Orchipedum echinatum Aver. & Averyanova, Komarovia 4: 29 (2006).
- Orchipedum plantaginifolium Breda, Gen. Sp. Orchid. Asclep. 2: t. 5 (1829).
- Orchipedum wenzelii (Ames) J.J.Sm., Blumea 1: 214 (1934).